# Luxemburgische Botschaft in Berlin

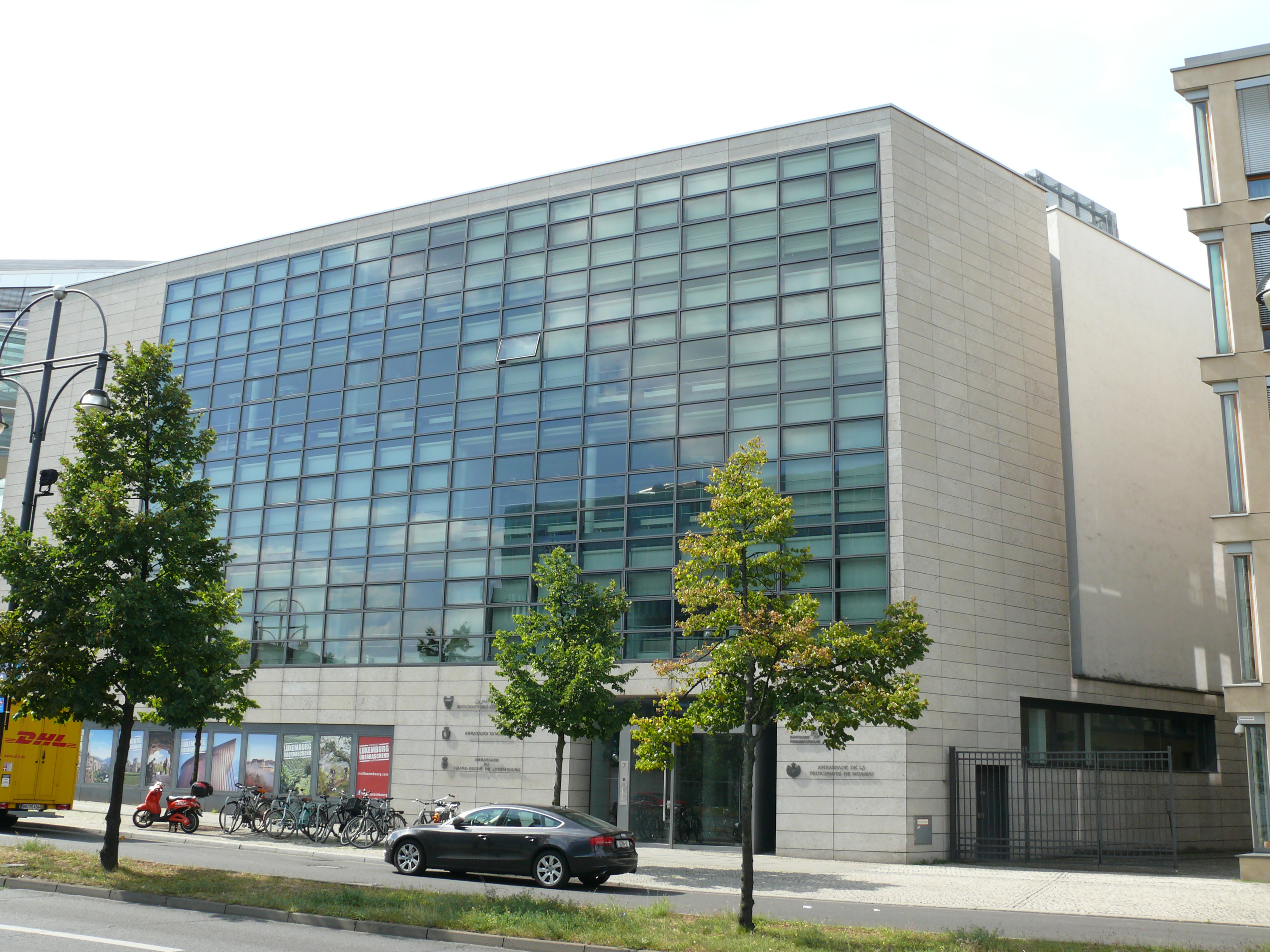
Botschaftsgebäude in der Klingelhöferstraße

Die luxemburgische Botschaft in Berlin (offiziell: Botschaft des Großherzogtums Luxemburg) ist die diplomatische Vertretung Luxemburgs in Deutschland. Das Botschaftsgebäude befindet sich im Ortsteil Tiergarten des Bezirks Mitte in der Klingelhöferstraße 7.
Botschafterin ist seit dem 4. September 2024 Sylvie Lucas.
Der Botschaft Luxemburgs in Berlin unterstehen Honorarkonsulate in Bad Homburg, Bremen, Dresden, Düsseldorf, Hamburg, Hannover, Saarbrücken, München, Stuttgart und Trier.

## Geschichte der diplomatischen Beziehungen
Am 23. April 1951 nahmen Luxemburg und die Bundesrepublik Deutschland diplomatische Beziehungen auf. Die Botschaft befand sich in der Adenauerallee 108 in Bonn. Aufgrund des Umzugs von Bundestag und Regierung nach Berlin verlegte die luxemburgische Botschaft ihren Sitz 1999 in die neue deutsche Hauptstadt.
Seit dem 5. Januar 1973 gab es diplomatische Beziehungen zwischen Luxemburg und der DDR. Sie bestanden bis zur deutschen Wiedervereinigung im Jahr 1990. Die Interessen Luxemburgs wurden durch die Botschaften Belgiens und der Niederlande in Ost-Berlin wahrgenommen.

## Gebäude
Das Botschaftsgebäude, in dem auch die Botschaften des Königreichs Bahrain, der Republik Malta und des Fürstentums Monaco ihren Sitz haben, wurde 1998 bis 2000 nach einem Entwurf des Architekten Seyed Mohammad Oreyzi errichtet. Der vierstöckige trapezförmige Baukörper öffnet sich zur benachbarten CDU-Zentrale in einen halbkreisförmigen Hof. Nahezu die gesamte Fassade zur Klingelhöferstraße wird von einer Glasfront eingenommen. Das Sockelgeschoss ist mit römischem Travertin verkleidet.
Die Botschaft Luxemburgs residiert im Erdgeschoss und im ersten Obergeschoss.